# Městský dům čp. 76 (Vidnava)
Městský dům č. p. 76 je nárožní dům na Mírovém náměstí v sousedství domu č. p. 75 ve Vidnavě v okrese Jeseník. Byl zapsán do seznamu kulturních památek ČR před rokem 1988 a je součástí městské památkové zóny Vidnava.

## Historie
Významný urbanistický rozvoj města probíhal na přelomu 15. a 16. století; s vyvrcholil v roce 1551 výstavbou renesanční radnice. Další vliv na renesanční přestavbu města měl požár v roce 1574. V období třicetileté války město v roce 1632 vyhořelo a znovu se obnovovalo. Další přestavby v podobě dolnoslezského baroka přišly po požáru části města v roce 1713. Rozvoj plátenictví znamenal rozvoj výstavby po skončení sedmileté války. V třicátých letech 19. století byla zbourána převážná část hradeb i obě městské brány. Podle mapy stabilního katastru lze zaznamenat růst města jehož vrcholem je rok 1850, kdy se soudím okresem stal Jeseník. Ve Vidnavě pak byly nejvýznamnějšími stavbami nová radnice (1867), gymnázium (1871), škola (1887) s kaplí (1898) a filiálním domem (1914) boromejek, kostel svatého Františka z Assisi (1897) nebo stavba železnice (1897). V období první republiky začala Vidnava upadat. V druhé polovině 20. století byla řada cenných měšťanských domů zbořena nebo zcela přestavěna. Na místo nich byly postaveny panelákové domy. V roce 1992 bylo po vyhlášení památkové zóny městské historické jádro konsolidováno.
Mezi domy památkové zóny patří dům s pozdně barokním štítem na náměstí Míru čp. 76, který byl postaven na středověkém jádře a byl mnohokrát přestavován.

## Popis
Měšťanský dům je nárožní jednopatrová čtyřosá stavba krytá sedlovou střechou. Nad hlavní římsou je štít konkávně prohnutý se dvěma okny. Po stranách štítu jsou zdvojené pilastry. Na římse je posazen půlkruhový tympanon lemovaný římsou a jedním oknem. Po stranách štítu je atika ukončena římsovými pilířky. Místnosti jsou plochostropé.